# Межуєв Денис Валерійович
Денис Валерійович Межуєв (рос. Денис Валерьевич Межуев; 15 листопада 1982, Дворічний, КРСР — 10 квітня 2022, Харківська область, Україна) — російський офіцер, підполковник ЗС РФ. Герой Російської Федерації.

## Біографія
В 1997 році сім'я Межуєва переїхала в Благовєщенськ, де в 2000 році він закінчив середню загальноосвітню школу №10. В 2000/05 роках навчався в Далекосхідному військовому інституті (з 2004 року — вищому командному училищі), після чого був призначений командиром взводу 15-го мотострілецького полку. З лютого 2006 року — командир мотострілецької роти свого полку. З 2013 року — командир батальйону 1-го мотострілецького полку. В 2014 і 2015 роках брав участь у військових парадах до 9 травня в Москві. В 2018/20 роках навчався у Загальновійськовій академії, після закінчення якої був призначений начальником штабу і заступником командира свого полку. З грудня 2021 року — командир свого полку. З 24 лютого 2022 року брав участь у вторгненні в Україну. Загинув у бою.

## Звання
- Лейтенант (червень 2005)
- Старший лейтенант (26 серпня 2006)
- Капітан (2009)
- Майор (18 вересня 2013)
- Підполковник (2017)

## Нагороди
- Медаль «За військову доблесть» 2-го ступеня
- Медаль «За відзнаку у військовій службі» 3-го і 2-го ступеня (15 років)
- Медаль «200 років Міністерству оборони»
- Медаль «За участь у військовому параді в День Перемоги»
- Орден Мужності (2022)
- Звання «Герой Російської Федерації» (25 квітня 2022, посмертно) — «за мужність і героїзм, проявлені під час виконання військового обов'язку.»

## Вшанування пам'яті
- Ім'я Межуєва внесене на стелу Героїв-випускників Далекосхідного вищого командного училища.
- 21 липня 2022 року ім'я Межуєва було присвоєне середній загальноосвітній школі в селі Петрово Наро-Фомінського міського округу.